# Eva Zorrilla Tessler
Eva Zorrilla Tessler, también conocida como Eva Tessler, es una bailarina, profesora y escritora. Nació en la Ciudad de México, pero se mudó fuera México cuando tenía 25 años. Vivió en Brasil y Estados Unidos durante seis años, hasta establecerse en Tucson, Arizona. Allí se casó con el antropólogo estadounidense Daniel Nugent.
Asistió a la universidad de pregrado de la UNAM, estudiando filosofía. Luego recibió su Maestría en Bellas Artes en la Universidad de Arizona.
Fundó el Latina Dance Project, ha dirigido obras de teatro con el Borderlands Theatre y ha escrito varias producciones de gira nacional, incluida 13 Days/13 Dias: The Zapatista Uprising in Chiapas.